# کارولین برونت
کارولین برونت (انگلیسی: Caroline Brunet؛ زادهٔ ۲۰ مارس ۱۹۶۹) قایقران کایاک، و قایقران کانو اهل کانادا است.